# هوانغ جينغ
هوانغ جينغ (بالصينية: 黃靖) (24 نوفمبر 1985 بشانغهاي في الصين - ) هي لاعبة كرة سلة صينية في مركز هجوم صغير الجسم، شاركت في كأس العالم لكرة السلة للنساء 2014.

## وصلات خارجية
- هوانغ جينغ على موقع الاتحاد الدولي لكرة السلة (الإنجليزية)
- هوانغ جينغ على موقع كرة السلة الأوروبية.كوم (الإنجليزية)